# چهلمین دوره جشنواره فیلم فجر
چهلمین جشنوارهٔ فیلم فجر از ۱۲ تا ۲۲ بهمن ۱۴۰۰ در تهران برگزار شد. فراخوان این دوره از جشنواره در ۱۹ آبان ۱۴۰۰ منتشر شد و آثار متقاضی تا ۳۰ آبان فرصت نام‌نویسی داشتند. براساس اعلام روابط عمومی جشنواره، تعداد ۹۴ فیلم بلند سینمایی متقاضی حضور در این دوره بودند که از میان آن‌ها ۷۴ فیلم به هیئت انتخاب جشنواره ارائه شدند و نهایتاً ۲۲ فیلم به بخش سودای سیمرغ راه یافتند. در این دوره برخلاف ادوار گذشته به دلیل ادعاهای مطرح شده و عدم اطمینان از نتایج نظرسنجی، بخش مردمی (سیمرغ بلورین بهترین فیلم از نگاه تماشاگران) حذف شد.
اعضای هیئت داوران بخش سودای سیمرغ شامل مسعود جعفری جوزانی، مجید انتظامی، شهاب حسینی، محمدعلی باشه‌آهنگر، محمد داوودی، مهدی سجاده‌چی و پژمان لشکری‌پور بودند.

## حاشیه‌ها
این دوره یکی از پرحاشیه‌ترین دوره‌های جشنوارهٔ فجر در سال‌های اخیر بود که با انصراف مسعود کیمیایی از شرکت در مسابقه آغاز شد و چند ساعت به پایان جشنواره هم تهیه‌کننده فیلم ملاقات خصوصی در نامه‌ای اعتراضی به دبیر جشنواره خواستار داوری نشدن این فیلم شد و انصراف داد. همچنین در نظر گرفتن بیشترین جایزه برای فیلم موقعیت مهدی که تولید صدا و سیما است، می‌تواند شائبهٔ حکومتی بودن این رویداد سینمایی و تقدیر از آثار سفارشی را تقویت کند، به خصوص که تهیه‌کنندهٔ این فیلم بعد از دریافت جایزه بهترین فیلم از سازمان صدا و سیما تمجید کرد.
مسعود نقاش‌زاده دبیر چهلمین جشنوارهٔ فیلم فجر بنا به درخواست رسیدگی به وضعیت آرای مردمی این دورهٔ جشنواره، به کل «سیمرغ مردمی» را حذف کرد و اعلام کرد که «به‌خاطر صیانت از آرای مردم و نیز حفظ حقوق صاحبان آثار و جلوگیری از ضایع شدن کوچک‌ترین حقی از فیلمسازان، در این دوره جایزهٔ داوری مردمی را نخواهیم داشت.»
همچنین در دقایق اولیهٔ مراسم اختتامیهٔ چهلمین جشنوارهٔ فیلم فجر، سایت سینماتیکت لیستی را با عنوان برندگان سیمرغ چهلمین جشنوارهٔ فیلم فجر منتشر کرد که دقایقی بعد از خروجی این سایت حذف شد.

## برندگان و نامزدها

### سیمرغ بلورین

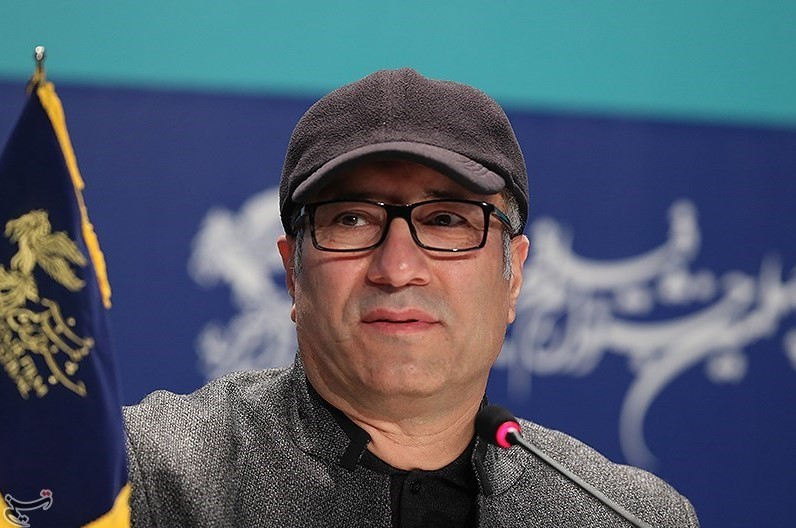
رضا میرکریمی، برنده سیمرغ بهترین کارگردانی

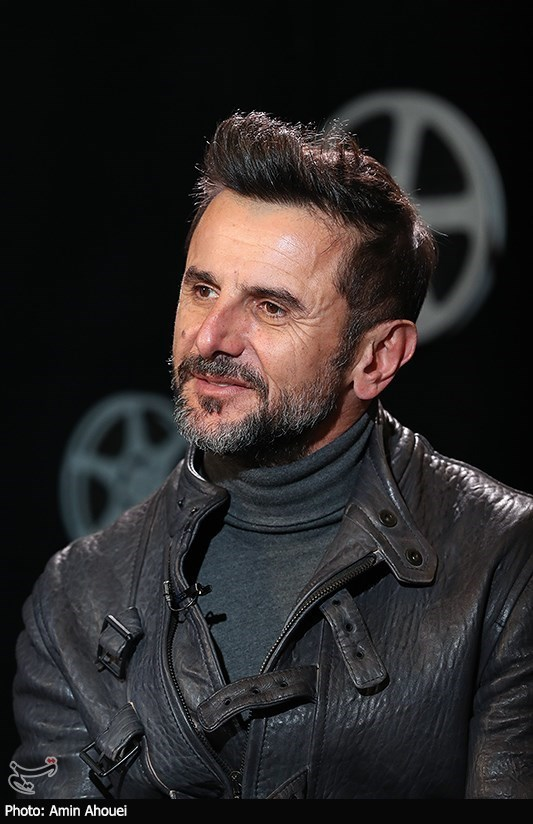
امین حیایی، برنده سیمرغ بهترین بازیگر نقش اول مرد

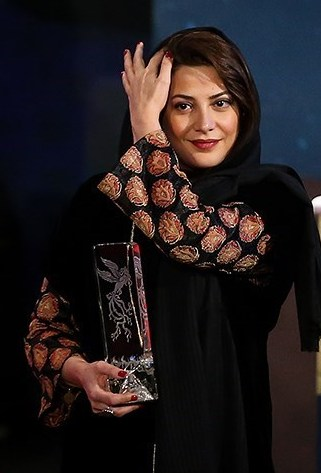
طناز طباطبایی، برنده سیمرغ بهترین بازیگر نقش اول زن

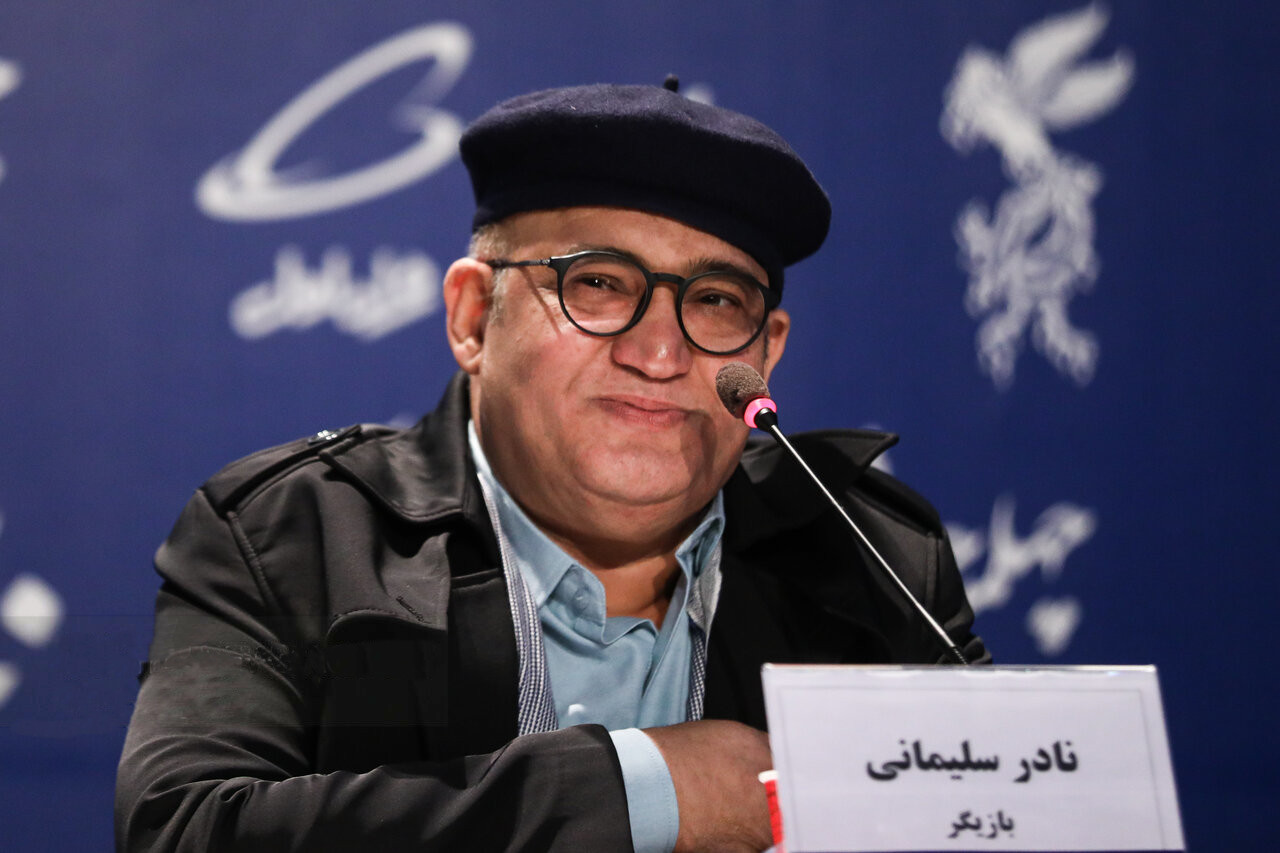
نادر سلیمانی، برنده سیمرغ بهترین بازیگر نقش مکمل مرد

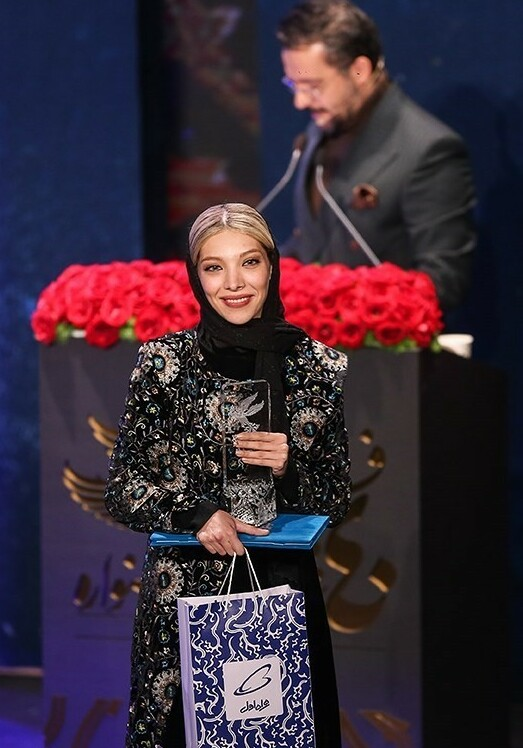
صدف اسپهبدی، برنده سیمرغ بهترین بازیگر نقش مکمل زن

در ۲۱ بهمن ۱۴۰۰ اسامی نامزدهای بخش سودای سیمرغ اعلام و در ۲۲ بهمن برنده‌های جایزه سیمرغ بلورین به شرح زیر اعلام شد:
| بهترین فیلم | بهترین کارگردانی |
| --- | --- |
| - موقعیت مهدی – حبیب‌الله والی‌نژاد - برف آخر – حسن مصطفوی - علفزار – بهرام رادان - نگهبان شب – رضا میرکریمی | - رضا میرکریمی – نگهبان شب - هادی حجازی‌فر – موقعیت مهدی - کاظم دانشی – علفزار - بهروز شعیبی – بدون قرار قبلی - امیرحسین عسگری – برف آخر                             |
| بهترین بازیگر نقش اول مرد | بهترین بازیگر نقش اول زن |
| - امین حیایی – برف آخر - تورج الوند – نگهبان شب - پژمان جمشیدی – علفزار - مهدی نصرتی – ضد | - طناز طباطبایی – بی‌رویا - سارا بهرامی – علفزار - ژیلا شاهی – موقعیت مهدی - لاله مرزبان – نگهبان شب - لادن مستوفی – برف آخر                                         |
| بهترین بازیگر نقش مکمل مرد | بهترین بازیگر نقش مکمل زن |
| - نادر سلیمانی – ضد - علی‌اکبر اصانلو – نگهبان شب (دیپلم افتخار) - پیام احمدی‌نیا – ملاقات خصوصی - روح‌الله زمانی – موقعیت مهدی - مهدی زمین‌پرداز – علفزار - مجید صالحی – برف آخر                                         | - صدف اسپهبدی – علفزار - فرشته حسینی – دسته دختران (دیپلم افتخار) - صفورا خوش‌طینت – نگهبان شب - شادی کرم‌رودی – بی‌رویا - لیندا کیانی – ضد - نوشین مسعودیان – برف آخر |
| بهترین فیلمنامه | بهترین فیلم‌برداری |
| - کاظم دانشی – علفزار - ابراهیم امینی و هادی حجازی‌فر – موقعیت مهدی - فرهاد توحیدی و مهدی تراب‌بیگی – بدون قرار قبلی - امیرحسین عسگری، امیرمحمد عبدی و سید حسن حسینی – برف آخر - رضا میرکریمی و محمد داوودی – نگهبان شب | - آرمان فیاض – برف آخر - وحید ابراهیمی – موقعیت مهدی - علیرضا برازنده – شهرک - هادی بهروز – علفزار - محمد حدادی – بدون قرار قبلی                                    |
| بهترین تدوین | بهترین موسیقی متن |
| - حمید نجفی‌راد – علفزار - ژیلا ایپکچی – شهرک - حسین جمشیدی گوهری – موقعیت مهدی - سپیده عبدالوهاب – خائن‌کشی - حمید نجفی‌راد – دسته دختران                                                                               | - مسعود سخاوت‌دوست – موقعیت مهدی - بهزاد عبدی – علفزار (دیپلم افتخار) - حبیب خزایی‌فر – مرد بازنده - فردین خلعتبری – ماهان - فردین خلعتبری – هناس                     |
| بهترین صدابرداری | بهترین صداگذاری |
| - مسیح حدپور سراج – موقعیت مهدی - مهدی ابراهیم‌زاده – دسته دختران - بابک اردلان – شادروان - عباس رستگارپور – بدون قرار قبلی - امیر نوبخت حقیقی – شب طلایی                                                              | - علیرضا علویان – علفزار و بدون قرار قبلی - فرامرز ابوالصدق – دسته دختران - امین شریفی – ضد - امیرحسین قاسمی – خائن‌کشی و نگهبان شب - نعیم مسچیان – ۲۸۸۸             |
| بهترین چهره‌پردازی | بهترین طراحی لباس |
| - امید گلزاده – برف آخر و شادروان - مونا جعفری – علفزار - شهرام خلج – موقعیت مهدی - عظیم فراین – بیرو - مرتضی کهزادی – ضد                                                                                             | - مارال جیرانی – خائن‌کشی - بهزاد آقابیگی – موقعیت مهدی - فاطمه صفری‌زاده – شادروان - زهرا صمدی – نگهبان شب - علی نصیری‌نیا – برف آخر                                  |
| بهترین طراحی صحنه | بهترین جلوه‌های ویژه میدانی |
| - محمدرضا شجاعی – ضد - سهیل دانش‌اشراقی – خائن‌کشی - امیر زاغری – موقعیت مهدی - محمدرضا شجاعی – دسته دختران - آیدین ظریف – ۲۸۸۸ - علی نصیری‌نیا – برف آخر                                                                | - ایمان کرمیان – موقعیت مهدی - آرش آقابیگ – خائن‌کشی - آرش آقابیگ – شهرک - حمید رسولیان – ضد - محسن روزبهانی و کاووس روزبهانی – دسته دختران                          |
| بهترین جلوه‌های ویژه بصری | بهترین فیلم از نگاه ملی |
| - حسن نجفی و امیر ولی‌خانی – دستهٔ دختران - محمد برادران – خائن‌کشی - امین پهلوان‌زاده – مرد بازنده - کامیار شفیع‌پور – برف آخر - فرید ناظر فصیحی – بیرو                                                                   | - بدون قرار قبلی - بهروز شعیبی - محمود بابایی |
| جایزهٔ ویژهٔ هیئت داوران | بهترین فیلم اول |
| - امیرحسین عسگری - برف آخر - سید هادی محقق - درب (دیپلم افتخار) | - موقعیت مهدی – هادی حجازی‌فر - بی‌رویا – آرین وزیردفتری - علفزار – کاظم دانشی - ملاقات خصوصی – امید شمس                                                              |

### فیلم کوتاه
| بهترین فیلم کوتاه                                               |
| --------------------------------------------------------------- |
| - ارفاق (رضا نجاتی) - گذشته (حمید محمدی) - ویار (حورا طباطبایی) |

### مستند
| بهترین فیلم مستند                                                                 |
| --------------------------------------------------------------------------------- |
| - احتضار (حجت طاهری) - دبستان پارسی (حسن نقاشی) - سرباز شماره صفر (محمد سلیمی‌راد) |

### مسابقهٔ تبلیغات
| بهترین عکس                                                                                  | بهترین پوستر |
| ------------------------------------------------------------------------------------------- | --- |
| - حبیب مجیدی - منصور - امید صالحی - آتابای - فتاح ذی‌نوری - زیر نور کم                       | - در این بخش سیمرغ اهدا نشد. - احسان برآبادی - پیرمردها نمی‌میرند (دیپلم افتخار) - عرفان بهکار مهربانی - گورکن - محمد تقی‌پور - منصور |
| بهترین تیزر یا آنونس تبلیغاتی                                                               | |
| - امید میرزایی - صحنه‌زنی و تک‌تیرانداز - روح‌الله موحدی - سیاه‌باز - کیومرث بیک زند - بی‌همه‌چیز | |

### جوایز و نامزدی‌ها
| نامزدی‌ها | فیلم           |
| -------- | -------------- |
| ۱۴       | موقعیت مهدی    |
| ۱۳       | علفزار         |
| ۱۲       | برف آخر        |
| ۹        | نگهبان شب      |
| ۷        | دسته دختران    |
| ۷        | ضد             |
| ۶        | خائن‌کشی        |
| ۵        | بدون قرار قبلی |
| ۳        | شادروان        |
| ۳        | شهرک           |
| ۳        | بی‌رؤیا         |
| ۲        | ۲۸۸۸           |
| ۲        | بیرو           |
| ۲        | مرد بازنده     |
| ۲        | ملاقات خصوصی   |

| تعداد جوایز | نام فیلم       |
| ----------- | -------------- |
| ۵           | موقعیت مهدی    |
| ۴           | علف زار        |
| ۴           | برف آخر        |
| ۲           | بدون قرار قبلی |
| ۲           | ضد             |
| ۱           | دسته دختران    |
| ۱           | بی رؤیا        |
| ۱           | خائن کشی       |
| ۱           | نگهبان شب      |

## فیلم‌ها

### سودای سیمرغ
اعضای هیئت انتخاب شامل بهروز افخمی، اسماعیل بنی‌اردلان، پوران درخشنده، حسین زندباف، مجید شاه‌حسینی، اسفندیار شهیدی و محمدحسین نیرومند در تاریخ ۱۱ آذر ۱۴۰۰ انتخاب و ۲۲ فیلم برای بخش سودای سیمرغ چهلمین جشنوارهٔ فیلم فجر را انتخاب کردند.
- ۲۸۸۸ (کیوان علی‌محمدی و علی‌اکبر حیدری)
- بدون قرار قبلی (بهروز شعیبی)
- برف آخر (امیرحسین عسگری)
- بی‌رؤیا (آرین وزیردفتری)
- بی‌مادر (سید مرتضی فاطمی)
- بیرو (مرتضی‌علی عباس میرزایی)
- خائن‌کشی (مسعود کیمیایی)
- درب (هادی محقق)
- دسته دختران (منیر قیدی)
- شادروان (حسین نمازی)
- شب طلایی (یوسف حاتمی‌کیا)
- شهرک (علی حضرتی)
- هِناس (حسین دارابی)
- ضد (امیرعباس ربیعی)
- علفزار (کاظم دانشی)
- لایه‌های دروغ (رامین سهراب)
- ماهان (حمید شاه‌حاتمی)
- مرد بازنده (محمدحسین مهدویان)
- ملاقات خصوصی (امید شمس)
- موقعیت مهدی (هادی حجازی‌فر)
- نگهبان شب (رضا میرکریمی)
- نمور (داوود بیدل)

### مستند
اعضای هیئت انتخاب شامل احمد ضابطی جهرمی، محمد تهامی‌نژاد، محمدعلی فارسی، مرتضی شعبانی و محمدرضا عباسیان در تاریخ ۲۶ دی ۱۴۰۰ اسامی فیلم‌های راه یافته به این بخش را اعلام کردند.
- آن مرد با اتوبوس آمد (نیما مهدیان)
- احتضار (حجت طاهری)
- تفنگ برادرم (کامران جاهدی)
- دبستان پارسی (حسن نقاشی)
- سرباز شماره صفر (محمد سلیمی‌راد)
- مشق امشب (اشکان نجاتی و مهران نعمت‌الهی)
- هیچ‌کس منتظرت نیست (محسن اسلام‌زاده)
- یکی از رویاهای من (محسن هادی)

### فیلم‌های کوتاه
اعضای هیئت انتخاب شامل احمدرضا معتمدی، دانش اقباشاوی و حامد جعفری در تاریخ ۲۶ دی ۱۴۰۰ اسامی فیلم‌های راه یافته به بخش فیلم‌های کوتاه را اعلام کردند.
- آهو (مهسا رضوی)
- ارفاق (رضا نجاتی)
- تابوت (اکبر زارع)
- گذشته (حمید محمدی)
- گوزن (هادی بابایی‌فر)
- لئو (محمدمعین روح‌الامینی)
- ماجان (فردین انصاری)
- هاجرو (افشین اخلاقی‌فیض‌آثار)
- هرگز، گاهی، شاید (شادی کرم‌رودی)
- ویار (حورا طباطبائی)